# 京王バス調布営業所
京王バス調布営業所（けいおうバスちょうふえいぎょうしょ）は、東京都調布市国領町に所在する京王バスの営業所。当所を表す社内識別記号は「L」。
調布市内を中心に、世田谷区・狛江市・三鷹市・武蔵野市・府中市・小金井市などを運行する路線を所管する。世田谷区内の路線は永福町営業所から移管されたものである。
調布駅・つつじヶ丘駅・吉祥寺駅・三鷹駅などを発着する一般路線バス、調布市・三鷹市のコミュニティバス、深夜急行バス、空港連絡バスと高速バスの一部を担当している。
京王電鉄バスグループの分社化の過程において、もっとも早く子会社として分社化された営業所である。

## 沿革
- 1967年5月16日 - 京王帝都電鉄（現：京王電鉄）府中営業所調布支所として発足[3]。
- 1997年
  - 4月1日 - バス部門の分社化により、京王帝都電鉄の子会社として京王バス株式会社（初代）を設立[3]。ここから京王のバス分社化が始まる。
  - 10月1日 - 京王バス株式会社（初代）が営業開始[3]、京王バス調布営業所となる[4]。京王帝都電鉄から調布市内を中心とした5路線を移管され運行開始[3][4]。
- 2000年
  - 3月4日 - 空港連絡バス羽田多摩センター線を運行開始[3]。
  - 3月21日 - 調布市ミニバス開業、西路線の運行受託を開始[5][6]。
  - 7月19日 -  空港連絡バス調布羽田線を運行開始[3]。
- 2001年
  - 12月18日 - 空港連絡バス国分寺羽田線を運行開始[3]。
- 2003年
  - 4月25日 - 空港連絡バス調布成田線を運行開始[3]。
  - 10月1日
    - 京王バス（初代）が京王バス東株式会社へ社名変更[3]、京王バス東・調布営業所となる。
- 2006年10月9日 - 調布市ミニバス北路線（柴崎折返場）暫定開業、運行受託を開始[5][6]（2012年1月31日全線開業[5][6]）。
- 2007年7月15日 - 交通系ICカードPASMOを導入。首都圏ICカード相互利用サービスによりSuicaも利用可能となる。
- 2012年
  - 3月26日 - みたかシティバスの5路線目として、つつじヶ丘駅北口を発着する新川・中原ルートが開業。みたかシティバスでは京王初の運行受託を開始。
  - 6月23日～7月8日 - 京王電鉄バスが日産ディーゼル（現・UDトラックス）と共同開発した小型ワンステップバス、日産ディーゼル・RN（KC-RN210CSN、L79952号車）のさよなら運転が行われる[7][8]。
  - 9月1日 - 京王バス中央・府中営業所（当時）との共同運行で、空港連絡バス国分寺羽田線の武蔵小金井系統を運行開始[3]。
- 2014年7月22日 - 京成トランジットバスと共同運行で、高速バス調布TDR線を運行開始[3]。
- 2020年10月1日 - 京王バス南を存続会社として、京王バス東、京王バス中央の3社が合併し、株式会社京王バス（2代目）が発足したことにより、当営業所は再度京王バス調布営業所となる。これにより再び「京王バス」の名称に戻ったことになる。
- 2022年4月22日 - 調布市の複合施設「ブランチ調布」開所により、調布市ミニバス北路線（調37系統）および北部地域巡回公共交通（実証実験）が乗り入れ開始し「ブランチ調布」停留所を新設、これに伴い調37系統のダイヤ改正を実施[9]（調布市ミニバスも参照）。
- 2023年
  - 3月1日 - ダイヤ改正を実施[10]。これにより丘19系統を廃止[10][11]、代替として丘14系統を新設[10][11]。
  - 3月25日 - 運賃改定（大人運賃210円 → 220円）[12]。これに合わせて小田急バスでも共同運行路線で京王に合わせて引き下げていた運賃を改定（調布地区の小田急バスと同一運賃となる）[13]。
- 2024年12月16日 - 小田急バスとの共同運行解消とそれに伴う一部路線の撤退を含む再編を実施[14][15]。

## 運賃・乗降方式
調布営業所管内の運賃は、東京23区（中野・永福町営業所管内）と同じ均一運賃（都区内運賃）を採用する。
ただし多摩地区の多区間運賃（多摩運賃）エリアの近隣市（府中市・稲城市・小金井市）へ乗り入れる路線では、運賃体系が異なる。
- 是政線（調51系統）・大丸線（調21系統）では申告運賃制とし、運賃前払いで乗車時に降車停留所を乗務員に申告して支払う（調布市内で完結する区間を利用する場合は均一運賃を適用）。
- 大沢線（武91・武93系統）では多区間運賃制とし、当系統に限り運賃後払いで乗降方式も後乗り前降りとなる（調布市・三鷹市区間のみを利用する場合は均一運賃を適用）。

また当営業所管内では、「IC都区内一日乗車券」では上記の系統に加え、みたかシティバスも利用できない（調布市ミニバスは利用可能）。
都区内運賃は長らく周辺地域の民営バス（小田急バスなど）より10円安い大人210円均一としてきたが、コロナ禍の影響もあり2023年3月25日より段階的に運賃を改定し、2023年3月25日～2024年3月15日の期間は暫定運賃として大人220円均一へ、翌3月16日以降は大人230円均一へ値上げを行った。
なお、共同運行相手の小田急バスは、共同運行路線に限り京王に合わせて運賃を引き下げていたが、2023年3月1日の運賃改定により京王と小田急の運賃が同額となったためこの措置を廃止した。しかし、小田急バスも2024年6月1日より大人運賃を240円に改定しており、共同運行路線についても運賃の統一を行っておらず、運行会社によって運賃が異なる状態で共通定期券の設定のみになっていたが、2024年12月16日のダイヤ改正で両事業者の共同運行を全て解消した。

## 現行路線
京王電鉄バスグループの子会社のうち、1997年に「京王バス株式会社調布営業所」として最初に分社化された営業所である。そうした歴史的経緯もあり、当営業所が所管する全路線は自社路線である。府中営業所や多摩営業所などにかつて存在した京王電鉄バスからの受託路線はない。
コミュニティバスとして、調布市の「調布市ミニバス」北路線・西路線、三鷹市の「みたかシティバス」新川・中原ルートを運行受託している。詳細は各項目の記事を参照。

### 多摩住線
- 調01：調布駅南口 → 調布車庫前 → 国領七丁目 →  公園前 → 多摩川住宅中央 → 西和泉 → 国領七丁目 → 調布車庫前 → 調布駅南口
- 調01：調布駅南口 - 調布車庫前（出入庫）

調布駅南口と公社多摩川住宅を結ぶ路線で、品川通り沿いに進み調布市と狛江市にまたがる団地内の北東部を循環して狛江市内へ乗り入れる。
旅客案内上は「多摩川住宅」と称されるが、実際には「多摩川住宅」というバス停はなく、多摩川住宅内をラケット状に循環して（国領七丁目 - 多摩川住宅中央の区間が循環経路）調布駅南口へ戻る循環系統である。
過去には平日と土曜の深夜バス・深夜バスの最終便における多摩川住宅の循環区間の途中の「住宅北口」止まり・平日早朝4便と土休日2便における循環区間の途中の「多摩川住宅中央」始発も運行されていた。
2024年12月16日からは日活線（調45・調46）との統廃合による路線再編で日活線の調11・調12が新設されたことに伴い、調01は土曜朝6時台1本の免許維持路線となった。同時に、小田急バス狛江営業所との共同運行から京王バス単独運行となっている。

### 大丸線
- 調21：調布駅南口 - 石原橋 - 矢野口駅 - 稲城長沼駅 - 南多摩駅 - 稲城市立病院

稲城市北部の南武線沿線と調布駅を結ぶ路線。南武線沿線から調布駅の間は直線距離は近いものの、鉄道を利用すると南武線の本数の少なさや乗り換えする必要があることもあり、乗り換えなしで結ぶバスは重宝された。しかし、鶴川街道の調布市下石原から稲城市矢野口付近の渋滞激化で定時運行が困難になり乗客が減少。徐々に減便され、1980年代後半には1日4往復となった。2010年代には平日1日1往復、2018年（平成30年）2月22日付のダイヤ改正で土曜日朝の1往復へと運行回数は減少傾向にある。
運行区間は、長らく調布駅南口停留所から稲城団地停留所間であったが、稲城団地停留所の折り返し場敷地売却に伴い、府61系統と共に折り返しを稲城市立病院ロータリーで行うこととし、稲城団地停留所から稲城市立病院停留所(ロータリー内に新設)間を延伸した。その後、南武線立体交差事業による南多摩駅ロータリー新設に伴い、稲城市立病院行きに限り乗り入れを開始した。なお、調布駅南口行きの停留所は従前通り川崎街道上にある。
調布駅南口バス停から矢野口駅バス停間は東京都区内均一運賃、矢野口駅バス停から稲城市立病院バス停間は武相運賃地区(対キロ運賃)となっている。

### 布田線
- 調34：調布駅北口 → 布田（旧甲州街道） → 八雲台 → 西原 → 神代植物公園 → 深大寺 → 八雲台 → 布田（旧甲州街道） → 調布駅北口（平日）
- 調34：調布駅北口 → 布田（旧甲州街道） → 八雲台 → 西原 → 神代植物公園 → 深大寺 → 八雲台 → 布田（甲州街道） → 調布駅北口（土休日）
- 調34：調布駅北口 → 布田（甲州街道） → 八雲台 → 西原 → 神代植物公園 → 深大寺（早朝）
- 調34：深大寺 → 八雲台 → 布田（旧甲州街道） → 調布駅北口（平日夜間）
- 調34：深大寺 → 八雲台 → 布田（甲州街道） → 調布駅北口（土休日夜間）
- 調34：調布車庫前 → 調布市役所 → 調布駅北口（早朝のみ）
- 調39：調布車庫前 - 布田駅 - 調布駅北口（平日1往復）

平日日中は毎時3本、土休日は毎時4本程度の運行。旅客案内上は「深大寺」行きと称されるが、基本的には深大寺周辺を循環して、調布駅北口に戻る循環系統である。深夜急行バス用のワンロマ車が運行に就くこともある。
早朝の深大寺行きと土休日の調布駅北口行きは、旧甲州街道の渋滞対策のため、甲州街道（国道20号）上の「布田」停留所および「布田一丁目」停留所を経由して運行される。LED表示には新道経由と表示される。
吉14や鷹66とは異なり、途中の「青渭神社前」（あおいじんじゃまえ）バス停には停車しない。
調39は、2015年4月6日新設。京王線の連続立体交差事業によって地下化された布田駅に設けられたロータリーに乗り入れるが、調布車庫から調布駅北口方面への入出庫便としての性格が強く、2022年10月1日のダイヤ改正では平日1往復のみの運行に減便された。

### 日活線
- 調41：調布駅南口 - 小島町三丁目 - 市民プール - 日活調布撮影所 - 染地公園 - 調布第三中学校
- 調11：調布駅南口 → 小島町三丁目 → 市民プール → 多摩川市民広場 → 桜堤通り → 染地通り → 公園前 → 住宅北口 → 住宅東口 → 西和泉 → シティテラス多摩川 → 交番西 → 調布第三中学校 → 染地公園 → 日活調布撮影所 → 市民プール → 小島町三丁目 → 調布駅南口（午前回り）
- 調12：調布駅南口 → 小島町三丁目 → 市民プール → 多摩川市民広場 → 染地公園 → 調布第三中学校 → 交番西 → 多摩川住宅中央 → シティテラス多摩川 → 西和泉 → 住宅東口 → 住宅北口 → 公園前 → 染地通り → 桜堤通り →多摩川市民広場 → 市民プール → 小島町三丁目 → 調布駅南口（午前回り）

調布駅南口から角川大映スタジオの前を通り、多摩川沿いに日活調布撮影所を経由して、多摩川住宅の南西部を循環する。かつては、多摩川住宅中央には停車せず、狛江市内には乗り入れていなかった。平日のみ深夜バスも運行されていた。
調45・調46は、2016年4月18日に運行開始した系統で、染地通り停留所を新設し、染地地区を循環するようになった。午前時間帯は染地通り先回りの調45、午後時間帯は染地公園先回りの調46が運転され、それぞれ「午前回り」「午後回り」と案内される。
調41は、早朝の調布駅南口行き数本と夜間の多摩川住宅西行き数本のみとなっている。
2024年12月16日のダイヤ改正で、新規バス停の設置（交番西・シティテラス多摩川）・既存バス停の名称変更（多摩川住宅西→調布第三中学校、ライオンズマンション→日活調布撮影所（新）、日活調布撮影所（旧）→多摩川市民広場）を実施、多摩住線（調01系統）との路線統廃合を伴う再編により、多摩川住宅の狛江市側にも乗り入れる運行形態となり、調45・調46は調11・調12に系統番号を変更して運行するようになった。

### 是政線
- 調51：調布駅南口 - 小島町 - 多摩川通り - 車返団地折返場

本数は朝の2.5往復のみである。多摩川通り - 車返団地折返場間は、府中市内に入るため多区間運賃となる（調布市内は均一運賃）。
元は2010年3月31日限りで廃止になった調50（調布駅南口 - 多摩川通り - 是政駅）の区間便である。調50は京王線と並行ということもあり本数が少なかったが、調布市ミニバス西路線の開業とともに需要がさらに減り、2008年（平成20年）の府中市コミュニティバス「ちゅうバス」押立町ルート運行開始に伴い競合となり、最終的に車返団地 - 是政駅間が廃止される形となった。
車返団地折返場は府中市立押立体育館の横に設けられた折返所で、本系統以外にも付近の「車返団地」バス停まで運行される小田急バスの鷹52Cが当折返所で終日折り返しを行っており、京王バスのバス停ポールを使用している｡
2012年3月26日のダイヤ改正で、上石原三丁目止まりの区間便も運行開始された（全区間調布市内のため均一運賃）。その後、2018年2月22日のダイヤ改正で廃止された。
おおむね毎時1本程度運行されていたが、2018年2月22日のダイヤ改正で朝のみの運行となり、ダイヤ改正後は、京王線および調布市内区間では調布市ミニバス西路線、府中市内区間ではちゅうバス押立町ルートが代替交通機関として案内される。

### 外語大線

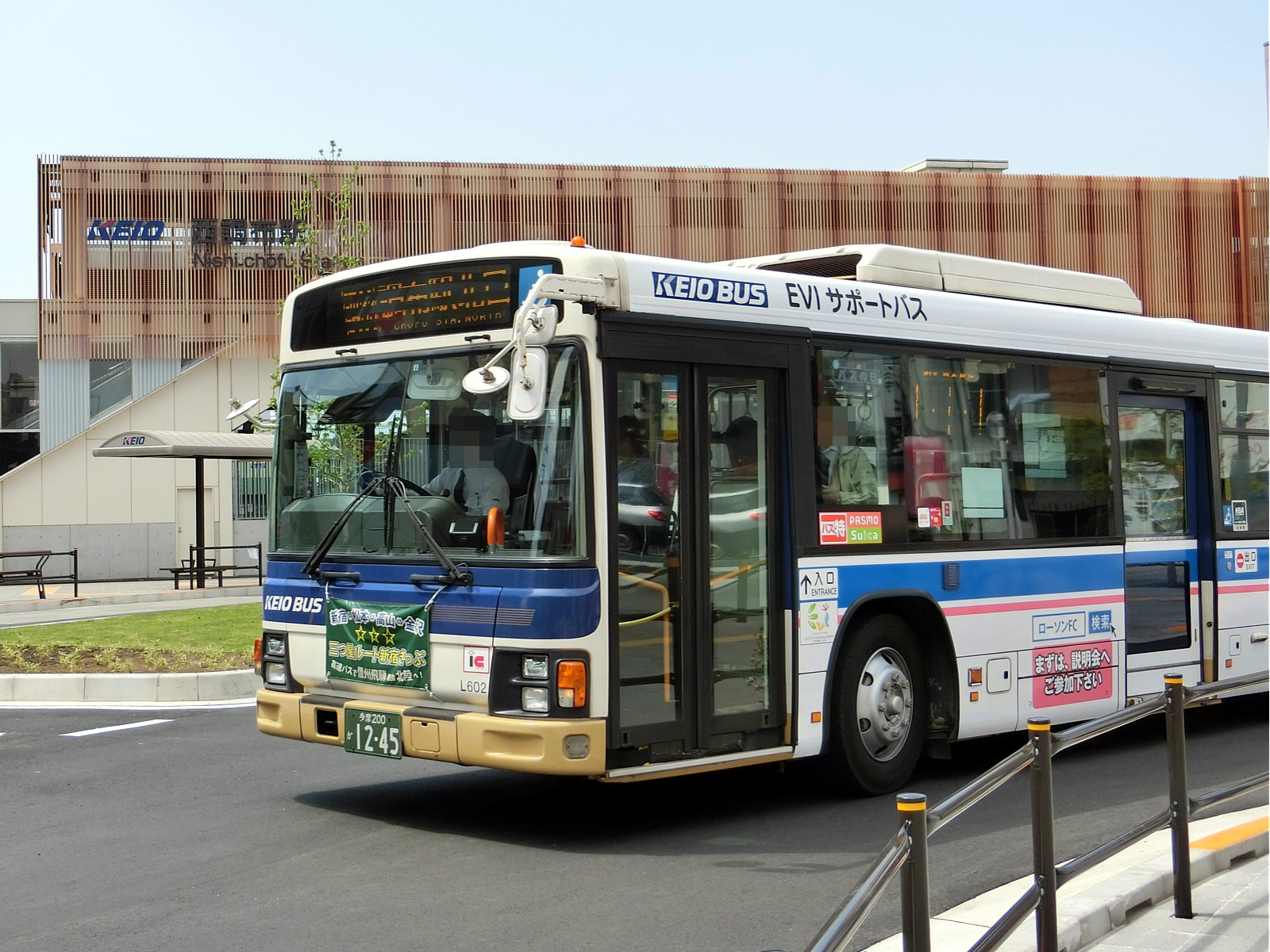
西調布駅前ロータリーに乗り入れる調33系統

- 調33：調布駅北口 - 西調布駅 - 飛田給駅北口 - 調布福祉園 - 多磨駅（1日1往復のみ）
- 飛01：飛田給駅北口 → 東京外大東 → 多磨駅 → 警察大学校 → 榊原記念病院 → 飛田給駅
- 飛02：飛田給駅北口 - 調布福祉園 - 榊原記念病院 - 警察大学校 - 多磨駅
- 飛02：飛田給駅北口 -（調布福祉園非経由・甲州街道経由）- 榊原記念病院 - 警察大学校 - 多磨駅

当路線は、通常は均一区間ではない府中市内や飛田給地区を通るが、都区内地区の調布駅から出発する調33を基準としているため、多区間運賃とならず全線で均一運賃となる。また、榊原記念病院・白糸台 - 多磨駅間は、ちゅうバス朝日町ルートや小田急バスの鷹52系統と運行区間が並行している。
調33は、1日1往復のみの運行。2017年4月17日のダイヤ改正で、西調布駅北口バスロータリー完成に伴い、日中のみ西調布駅北口バスロータリーに乗り入れるようになった。
飛02は、調33の区間便（飛田給駅 - 多磨駅）。かつては早朝深夜のみ運行されていたが、2022年10月1日より終日に渡って運行されるようになり、代わりに調33が日中は毎時1本程度の運行に大幅減便となった。
2025年4月1日のダイヤ改正をもって、飛02の増発と調33の減便が実施され、調33は朝に多磨駅行1本と夜に調布駅北口行き1本のみの運行となった。
早朝深夜には、調布福祉園・警察学校東門・榊原記念病院を通らず、甲州街道経由となる便が運行される。この甲州街道上にバス停はない。
飛01は外語大循環として、朝のみ（平日2便、土休日1便）運行される。

### 深大寺線
- 丘21：つつじヶ丘駅北口 → 上ノ原小学校 → 晃華学園 → 西原 → 神代植物公園 →  深大寺 → 西原 → 晃華学園 → 上ノ原小学校 → つつじヶ丘駅北口
- 丘21：つつじヶ丘駅北口 → 上ノ原小学校 → 晃華学園 → 西原 → 神代植物公園 →  深大寺
- 丘21：深大寺 → 西原 → 晃華学園 → 上ノ原小学校 → つつじヶ丘駅北口
- 丘21：調布車庫前 → 慈恵第三病院 → 狛江営業所 → 狛江駅北口 → 和泉本町三丁目 → つつじヶ丘駅南口入口 → つつじヶ丘駅北口（出庫・平日1便、土曜2便のみ）

京王線つつじヶ丘駅北口から、深大寺や神代植物公園を結ぶ路線。循環路線として案内はされないが、神代植物公園・深大寺付近がラケット状循環となり、基本的につつじヶ丘駅へ戻る運行経路となる。
終日通して比較的本数は多く、日中でも毎時6本から8本程度が確保される。かつては平日・土曜には深夜バスが運行されていたが、現在は取りやめられている。
吉14や鷹66とは異なり、途中の「青渭神社前」バス停には停車しない。
長らく中型長尺車（日産ディーゼル・JP系）で運行されてきたが、中型長尺車の生産終了と車両代替により大型車が使用されるようになった。

### 和泉線
- 丘31：つつじヶ丘駅南口 - 神代団地 - 和泉本町三丁目 - 狛江駅北口 - 松原 - 狛江営業所 - 慈恵第三病院 - 国領八丁目 - 調布車庫前 - 調布駅南口
- 丘31：つつじヶ丘駅南口 → 神代団地 → 和泉本町三丁目 → 狛江駅北口 → 松原 → 狛江営業所 → 慈恵第三病院 → 国領八丁目 → 調布車庫前（入庫・夜間1便のみ）

従来は狛江駅へは乗り入れていなかったが、2016年10月17日のダイヤ改正より狛江駅北口への乗り入れが開始され、松原 - 和泉本町三丁目間に「和泉本町」「狛江市役所」「狛江駅北口」停留所が新設（小田急バスと共用）された。小田急バスでは、丘31との重複区間に限り申告制運賃で現金210円（IC運賃206円）として京王に合わせていたが、同2016年10月17日には小田急バスでもダイヤ改正が行われ、同日より重複区間での申告制運賃を廃止した。
原則として中型車で運行される。

### 市役所線
- 鷹66：三鷹駅南口 - 下連雀七丁目 - 三鷹市役所 - 航研前 - 布田（旧甲州街道） - 調布駅北口

2016年10月17日のダイヤ改正で新設された路線。小田急バス武蔵境営業所との共同運行だったが2024年12月16日のダイヤ改正で共同運行が終了し20分間隔で運行される。
吉14と同様に、途中の「青渭神社前」バス停にも停車する。原則として大型車が使用される。三鷹市役所と航研前の間に小田急バスの「上連雀八丁目」バス停があるが通過する。
なお、吉14と同様に2022年6月4日より土休日の調布駅方向の小田急便のみ、甲州街道（国道20号）上の「布田」停留所および「布田一丁目」停留所を経由する経路に変更されたが、京王便については引き続き全ての便で旧甲州街道を経由する。
かつては中型長尺車も使用されていたが、中型長尺車の生産終了と車両代替により大型車で運行される。
2024年12月16日のダイヤ改正で小田急バス武蔵境営業所との共同運行を終了し全便が京王で運行されている（代わりに西原線（吉14系統）は全便が小田急バスでの運行となる）。

### 船橋線
- 歳23：千歳船橋駅 - 塚戸小学校 - 千歳台六丁目 - 千歳烏山駅 - 南水無
- 丘22：千歳船橋駅 - 塚戸小学校 - 千歳台六丁目 - 千歳烏山駅 - 南水無 - 仙川駅（つつじヶ丘駅北口方面のみ）- つつじヶ丘駅北口
- 歳23：塚戸小学校 - 千歳台六丁目 - 千歳烏山駅 - 南水無（平日早朝・深夜のみ）

1997年10月1日に永福町営業所より移管。調布営業所の所管路線としては他の路線と交わらない地域を運行している。原則として中型車で運行される。
2000年代に入り、城山通り上の「桜丘五丁目」停留所にも停車するようになり、城山通りを経由する東急バス弦巻営業所の渋23系統（松陰線）や東急バス瀬田営業所の用01系統（用賀線）との乗り換えが可能となった。
歳23については、日中でも毎時6 - 8本と比較的高頻度で運行される。系統案内や車両の行先表示は「千歳烏山駅」とされているが、事実上の起終点は一つ先の南水無（みなみみずなし）である。千歳烏山駅停留所に折返所を設けるスペースがないため、南水無停留所を含む一般道路を周回して車両の向きを変えている。南水無終点の降車場と起点の乗車場は離れた場所にあり、終点と起点の間は回送扱いで乗車はできない。乗務員も日中は南水無（乗車場）で乗継・交代を行う。千歳船橋駅にも折返場がないため、千歳通り → 城山通り → 環八通り経由の片循環を行っている。
丘22は歳23の出入庫路線で、千歳船橋駅行きは早朝のみ、つつじヶ丘駅北口行きは夜間のみの運行で本数は極めて少ない。南水無停留所については、千歳船橋駅行きは歳23の乗車場を、つつじヶ丘駅北口行きは歳23の降車場を乗降車に使用する。
「塚戸小学校」始発・終着便は、早朝に千歳烏山駅行き、平日深夜に塚戸小学校止まりが設定されている。朝の通勤時間帯に乗客数が増え、所定の便数では積み残しが発生しそうな場合にも、塚戸小学校始発千歳烏山駅行きの臨時便が運行されることがある。

### 大沢線
- 武91：武蔵小金井駅南口 - 前原坂 - 多磨霊園裏門 - 試験場正門 - 大沢十字路 - 天文台前 - 調布駅北口
- 武93：武蔵小金井駅南口 → 貫井南町一丁目 → 多磨霊園裏門 → 試験場正門 → 大沢十字路 → 天文台前 → 調布駅北口（平日夜間、調布駅方向のみ）

2020年11月16日に府中営業所より移管された。当営業所の管内では唯一の中乗り前降り運賃後払いである（調布市・三鷹市内の区間は均一運賃）。そのため当路線では中乗り前降り仕様の大型車が使用される。
調布駅と武蔵小金井駅を結ぶ路線で、京王線や中央線沿線から府中運転免許試験場へのアクセス路線ともなっている。多磨霊園裏門 - 試験場正門 - 野川公園一之橋 - 大沢十字路の区間は東八道路を経由する。天文台通り沿いの大沢十字路 - 天文台前 - 萩の原住宅（味の素スタジアム東門）- 調布駅北口の区間は小田急バスの路線と多く並走する。
武93は2009年3月19日、武蔵小金井駅南口の駅直結化に合わせ、武92（武蔵小金井駅北口 - 貫井南町一丁目 - 調布駅北口）を廃止して代替する形で新設された。2011年4月1日には武蔵小金井駅南口の工事完了とバスロータリー完成に合わせ、武91は武蔵小金井駅北口発着から南口発着に変更された。2019年5月16日のダイヤ改正で、武93系統の武蔵小金井駅方向が廃止された。
調布営業所へ移管された2021年以降、多磨霊園での彼岸シーズンに多摩営業所や桜ヶ丘営業所から大型車が貸し出され、当路線を増発便として運行する場合がある。

### 東京スタジアム線（急行）
味の素スタジアムでのサッカーの試合やイベント開催時のみ運行される。案内上は「急行」と表記され、方向幕や路線図には系統番号は表示されない。
- 調29：調布駅北口 - 味の素スタジアム〔中野営業所・永福町営業所と共管〕
- 多磨01：多磨駅 - 味の素スタジアム
- 系統番号なし：味の素スタジアム →（中央道）→ 新宿駅西口

このうち、新宿駅西口行きは中央自動車道を経由するため、ワンロマ車が使用される。

### コミュニティバス
調布市・三鷹市よりコミュニティバスの運行を受託している。詳細は各路線の記事を参照。
- 調布市ミニバス：北路線、西路線〔東路線は小田急バス狛江営業所が担当〕
- みたかシティバス：新川・中原ルート

### 深夜急行バス
- 渋谷駅 → 千歳烏山駅 → つつじヶ丘駅北口→ 調布駅南口 → 府中駅(所要バス停以外は省略)
- 渋谷駅 → 明大前駅入口 → 永福町駅 → 久我山駅→吉祥寺駅(所要バス停以外は省略)
- 新宿駅西口→永山駅→多摩センター駅→南大沢駅→橋本駅
- 新宿駅西口→聖蹟桜ヶ丘駅→高幡不動駅→北野駅→八王子みなみ野駅
- 新宿駅西口→千歳烏山駅→つつじヶ丘駅北口→調布駅南口→府中駅
- 新宿駅西口→府中駅→武蔵小金井駅→国分寺駅→国立駅

京王井の頭線・京王線沿線の終電後輸送をカバーする。
2007年6月29日より、調布営業所の深夜急行バスではワンロマ車が使用される。
現在はすべての深夜急行バスが運休している。

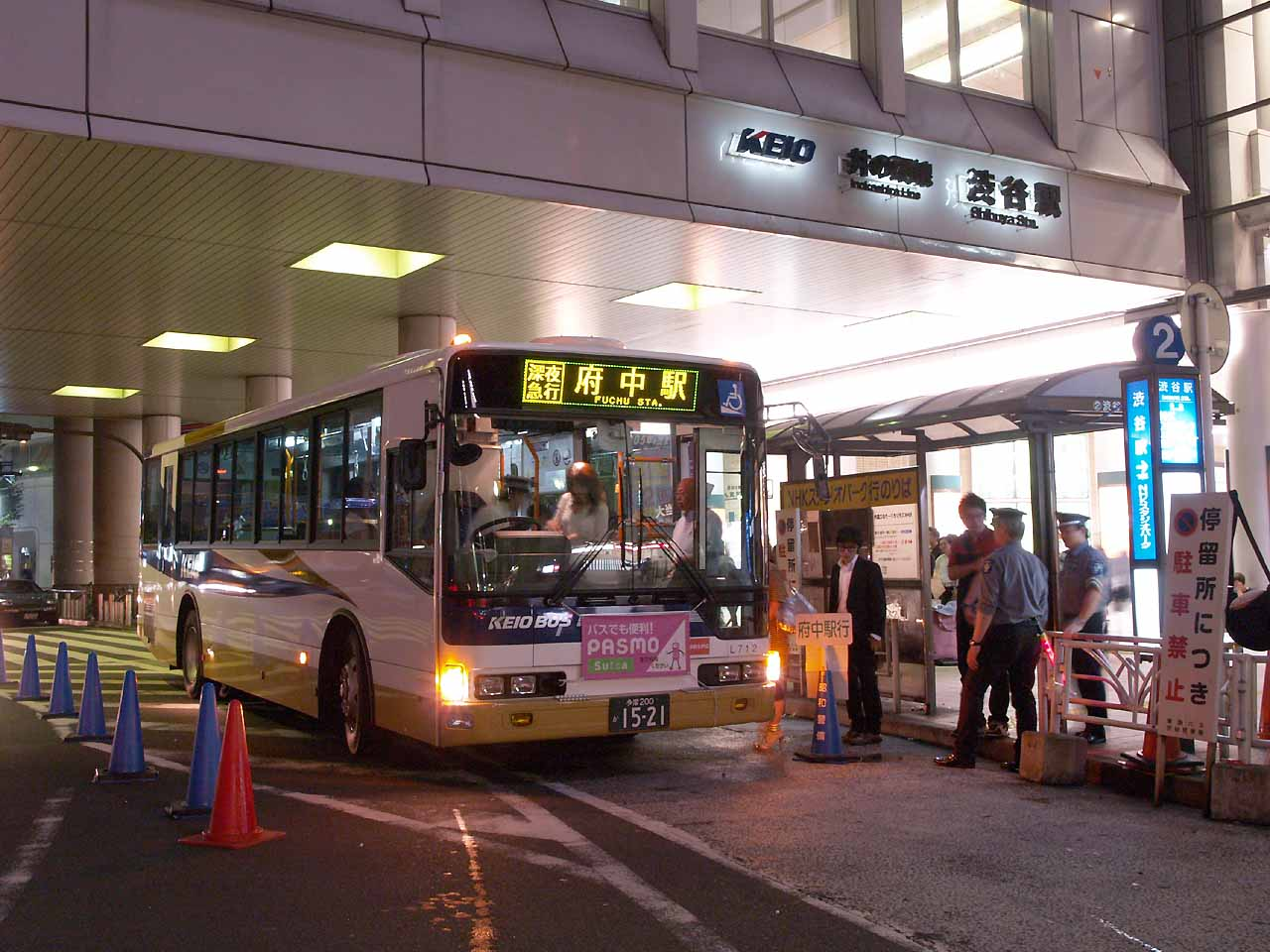
渋谷発はワンロマ車で運行 (L30712)
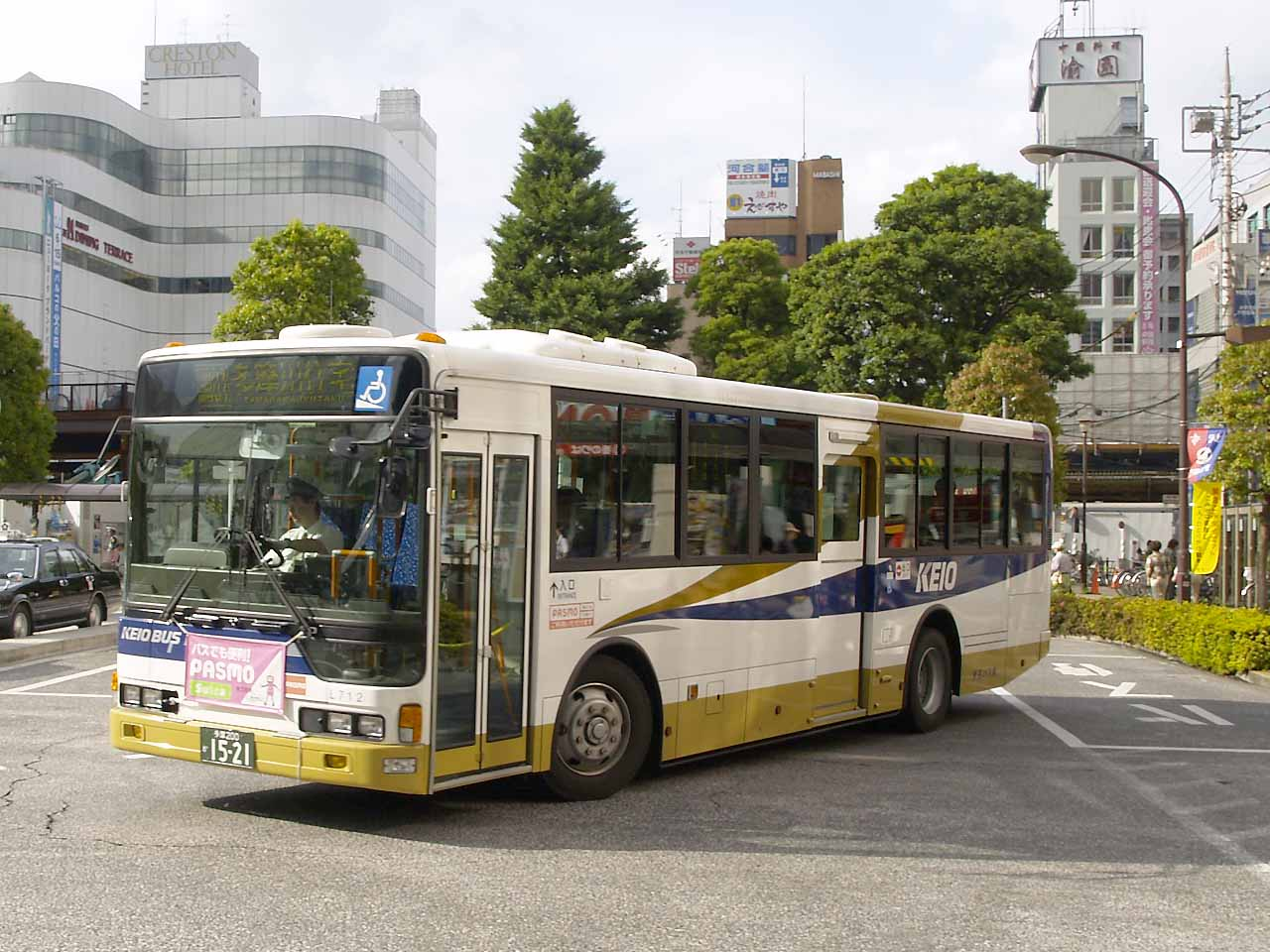
ワンロマ車は日中、一般路線に就くこともある (L30712)

### 高速バス・空港連絡バス
- 調布羽田線：羽田空港 - 調布駅〔東京空港交通と共同運行、府中営業所と共管〕
- 小金井羽田線：羽田空港 - 調布駅北口 -（府中駅）- 武蔵小金井駅南口〔同上〕
- 国分寺羽田線：羽田空港 - 府中駅 - 国分寺駅南口 - 西国分寺駅東〔同上〕
- 若葉台成田線：成田空港 - 調布駅南口 - 稲城駅 - 若葉台駅〔東京空港交通と共同運行〕
- 調布TDR線：調布駅 - 東京ディズニーリゾート〔京成トランジットバスと共同運行〕

## 移管路線

### 希望ヶ丘団地線
- 八01：八幡山駅 - 希望ヶ丘団地

2005年（平成17年）12月、永福町営業所に移管。

### 空港連絡バス
- センター成田線：京王多摩センター駅 - 聖蹟桜ヶ丘駅 - 成田空港
- センター羽田線：京王多摩センター駅 - 聖蹟桜ヶ丘駅 - 羽田空港

成田線は2006年3月、羽田線は2007年6月1日、それぞれ南大沢駅までの延伸にともない、南大沢営業所に移管。

## 廃止・撤退路線

### 矢野口線
- 調11：調布駅南口 - 矢野口 - よみうりランド

小田急バスの調布線（吉07系統）・柿生線（柿24系統）と同様に多摩川原橋を渡り、よみうりランドまで行っていた。路線廃止日不明。

### 是政線
- 調50：調布駅南口 - 多摩川通り - 車返団地折返場 - 是政駅

2010年（平成22年）3月31日限りで廃止。末期は1日1本のみ運行されていた。この系統の区間便にあたる、車返団地折返場発着の調51は存続。
- 調51：調布駅南口 - 小島町 - 上石原三丁目

車返団地折返場より手前の上石原三丁目までの区間便。2018年（平成30年）2月21日限りで廃止。

### つつじヶ丘線
- 丘01：つつじヶ丘駅南口 - 郵便局前 - 明照院 - 入間地域福祉センター

### 狛江ハイタウン線
- 丘19：つつじヶ丘駅南口 - 神代団地北口 - 明照院前 - 野川大橋 - 小足立橋 - 狛江ハイタウン東 - 狛江ハイタウン折返場

- 丘14：つつじヶ丘駅南口 - 神代団地北口 - 明照院前 - 狛江ハイタウン東 - 狛江ハイタウン折返場 - 明照院前 - 和泉本町三丁目 - 松原 - 狛江営業所 - 慈恵第三病院 - 国領八丁目 - 調布車庫前 - 調布駅南口

2003年5月19日運行開始。狛江ハイタウン折返場停留所は、世田谷区成城地内のパークシティ成城にあるが、停留所の住所は狛江市東野川地内である。(狛江ハイタウン折返場のバスポールにパークシティ成城との括弧書きがある)
運行開始当初は小型車を使用していたが、途中に狭隘区間がないため、丘31と同様に中型車を使用するようになり、時により大型車も使用していた。
運行頻度は、当初1時間4往復だったが、見直しが進む中でも朝6時台から夜21時台に1時間に2往復（時間帯によっては3往復）の運行が確保され、狛江市内では初の大型民間住宅団地である狛江ハイタウンから最寄り駅の一つであるつつじヶ丘駅へのアクセスを担っていた。
2023年3月1日のダイヤ改正により、丘19系統（つつじヶ丘駅南口 - 狛江ハイタウン折返場）が廃止。代替として丘14系統が新設。
丘19と丘31（つつじヶ丘駅南口 - 調布駅南口）の経路を合成したような経路で、「明照院前」停留所から狛江ハイタウン折返場へ乗り入れてまた戻り（「明照院前」は2回経由）、狛江通り・品川通りを経由して調布駅南口へ至る経路だった。ただし狛江駅北口へは乗り入れなかった。
丘19系統時代には6時台 - 21時台まで運行され、毎時2本程度の運行便数が確保されていたが、丘14は調布駅南口発が6時台に1本、つつじヶ丘駅南口発が17時台に1本（平日・土休日とものみの運転となり大幅減便され、翌年2024年12月16日のダイヤ改正により廃止された。

### 調布市ミニバス北路線（柴崎折返場）
- 調36：調布駅北口 - 武蔵野市場 - 柴崎折返場

2012年9月30日、上ノ原循環に再編された。柴崎折返場は廃止。

### 希望ヶ丘団地線
- 烏51：南水無 - 千歳烏山駅 - 塚戸小学校 - 希望ヶ丘団地（土曜の最終1本のみ）

2016年10月17日付ダイヤ改正で廃止。八幡山駅まで延伸し永福町営業所へ移管。

### 日活線
- 調45：調布駅南口 → 小島町三丁目 → 市民プール → 日活調布撮影所 → 染地通り → 多摩川住宅西 → 染地公園 → 日活調布撮影所 → 市民プール → 小島町三丁目 → 調布駅南口（午前回り）
- 調46：調布駅南口 → 小島町三丁目 → 市民プール → 日活調布撮影所 → 染地公園 → 多摩川住宅西 → 染地通り → 日活調布撮影所 → 市民プール → 小島町三丁目 → 調布駅南口（午後回り）

先述の通り、2024年12月16日ダイヤ改正により路線再編のため調11・調12系統に変更の上運行している。

### 調布・杏林大病院線
- 調35：調布駅北口 - 布田（旧甲州街道） - 西原 - 晃華学園 - 中原三丁目 - 杏林大学病院
- 調35：杏林大学病院 → 中原三丁目 → 晃華学園 → 西原 → 布田（甲州街道） → 調布駅北口（土休日）

小田急バス吉祥寺営業所と共同運行をしていたが、2024年12月16日ダイヤ改正にて京王バスは撤退した。同ダイヤ改正では小田急バス側が調35の路線再編（運行系統の延長）を行い三鷹駅 - 杏林大学病院 - 調布駅北口の鷹61として運転している（同時に武蔵境営業所へ移管）。京王便・小田急便ともに中型車が使用されていた。平日日中は原則毎時3本、土休日日中は毎時2本の運行であった。病院の通院需要に合わせ、平日10時台は5本と本数が多かった。土休日の調布駅北口行きのみ、甲州街道（国道20号）上の「布田」停留所および「布田一丁目」停留所を経由して運行されていた。

### 西原線
- 吉14：吉祥寺駅 - 下連雀七丁目 - 三鷹市役所 - 航研前 - 布田（旧甲州街道） - 調布駅北口

小田急バス吉祥寺営業所と共同運行していた。小田急便を含め平日日中毎時3本、土休日日中毎時4本が運行され、後述の鷹66と下連雀七丁目 - 調布駅南口という大半の区間で経路が重複する。そのため、同区間は鷹66と合わせて平日毎時6本、土休日毎時7本となっており、同区間がおおむね等間隔になるようにダイヤが組まれている。平日のみ深夜バスも運行される。
丘21や調34と異なり、途中の「青渭神社前」バス停にも停車する。原則として大型車が使用される。三鷹市役所と航研前の間に小田急バスの「上連雀八丁目」バス停があるが、小田急バス担当便を含め通過する。
なお、2022年6月4日より土休日の調布駅方向の小田急便に限り、甲州街道（国道20号）上の「布田」停留所および「布田一丁目」停留所を経由する経路に変更されたが、京王便については引き続き全ての便で旧甲州街道を経由する。
かつては中型長尺車も使用されていたが、中型長尺車の生産終了と車両代替により大型車で運行されていた。深夜急行バスで使用されるワンロマ仕様のバスがよく充当され年末の時期は増発も行われていた。
2024年12月16日のダイヤ改正で共同運行を終了。全便が小田急バス吉祥寺営業所の運行になった。本系統は京王バスで唯一、吉祥寺駅に乗り入れていた一般路線だったが、共同運行の解消によって京王バスの一般路線は吉祥寺駅から撤退した。
一方で小田急バス（武蔵境営業所）と共同運行を行っていた鷹66（#市役所線を参照）は同日のダイヤ改正で小田急バスが撤退し、京王バスの単独運行となっている。

### 外語大線
- 調33：調布駅北口 - 上石原 - 飛田給駅北口 - 調布福祉園 - 多磨駅
- 調33：調布駅北口 - 上石原 - 飛田給駅北口 -（調布福祉園非経由・甲州街道経由）- 多磨駅

2025年4月1日のダイヤ改正をもって運行終了。

### 高速バス
- 新宿土気線：バスタ新宿 -  東京スカイツリータウン前 - 千葉駅 - 県庁前 - 松ヶ丘 - 千葉県がんセンター - 千葉営業所 - 鎌取駅 - 誉田駅 - 土気駅南口〔千葉中央バス千葉営業所と共同運行〕

2012年8月5日運行開始。京王グループの新宿発着のバスとしては初の千葉県内への定期運行であった。
運行開始時の設定では、朝夕時間帯に上下12便運行、うち6便が東京スカイツリータウン前に停車。新宿からの運賃は、東京スカイツリータウンまで500円、鎌取駅まで1,200円（IC運賃1,100円）、土気駅まで1,400円（IC運賃1,300円）。先着順座席定員制で予約不可。新宿 - 東京スカイツリー間の乗降は可能だが、千葉県内でのバス停間（千葉駅 - 土気駅）での乗降は不可であった。
運行開始時は京王バス南・南大沢営業所との共管であったが、2013年7月1日に京王バス南が撤退し、調布営業所のみの担当となった。

2016年4月4日のバスタ新宿開業までは、新宿駅西口のヨドバシカメラ本店前に存在した新宿高速バスターミナル発着であった。2016年9月30日限りで京王が撤退、千葉中央バスの単独運行となる。

## 車両
当営業所の所属車両のナンバープレートは多摩ナンバーである。

### 現行車両

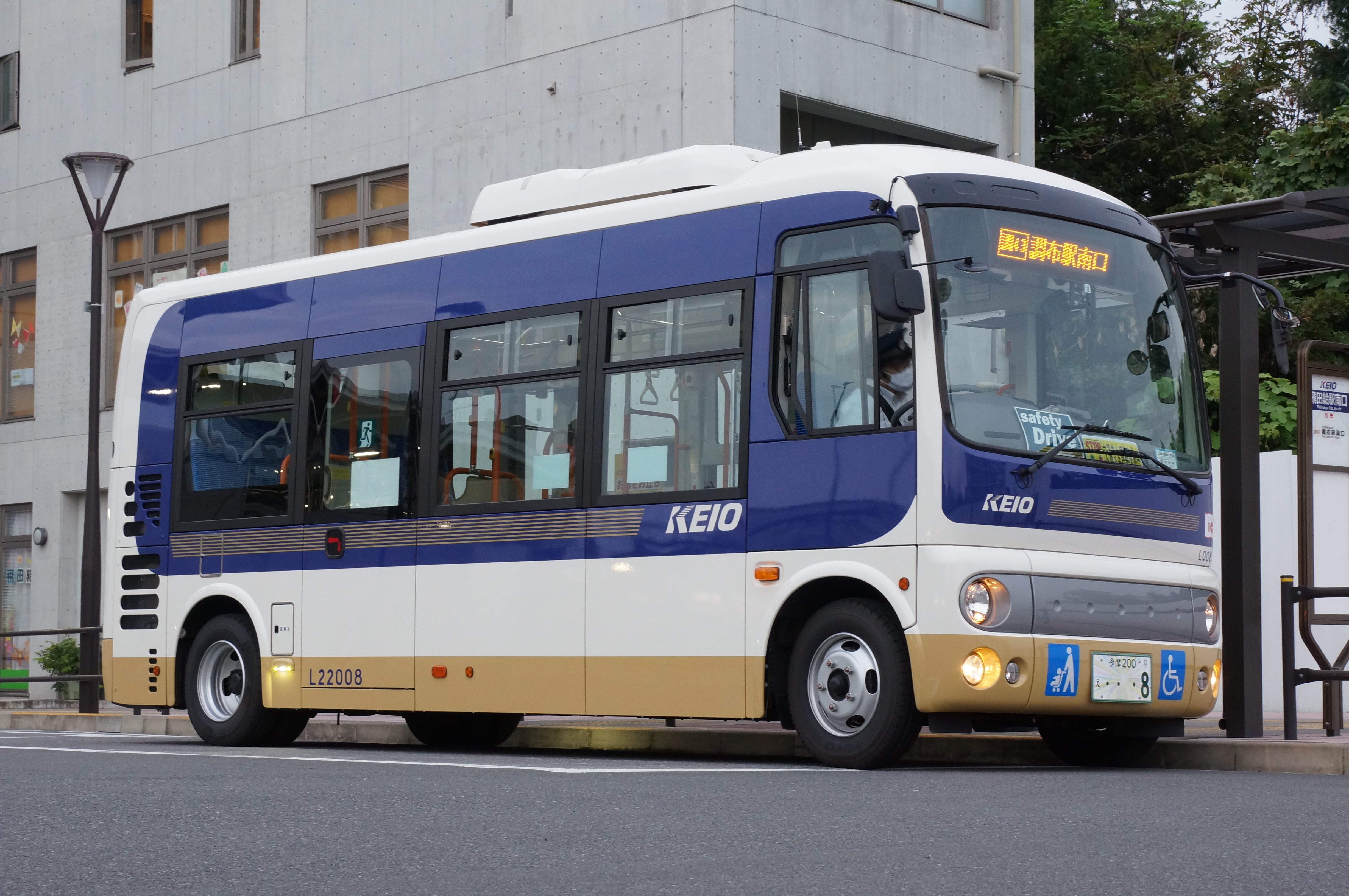
2020年に導入された日野・ポンチョ (L22008)
飛田給駅南口にて

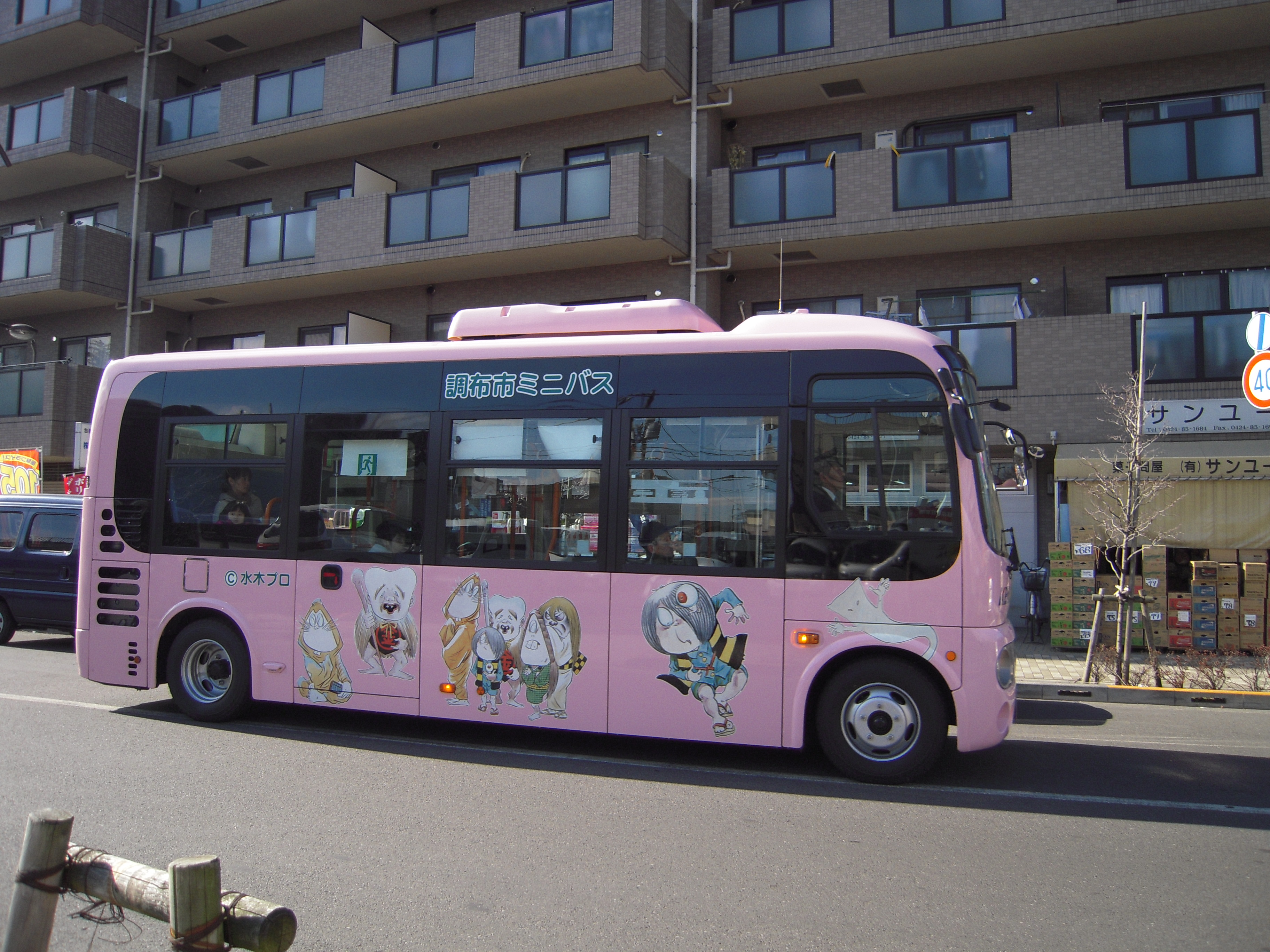
2012年に「鬼太郎バス」としては初導入された日野・ポンチョ (L21201)
調布市ミニバス専用車両

2022年現在、三菱ふそう、日野自動車、いすゞ自動車、トヨタ自動車製の車両が在籍する。2022年現在はハイブリッド車の導入はない。
日野車のブルーリボンⅡでは「PJ-KV234L1」と「KV290系」のみ導入されているが、他の営業所で導入されている、「QKG-KV234L3」は未導入。
三菱ふそう・日野自動車製の車両は少数であったが、2011年の日産ディーゼルのバス製造事業撤退により、京王電鉄バスグループ全体で導入メーカーがこの2社にほぼ集約されたため増加している。2013年には京王の電車・バス100周年を記念して、旧塗装を復刻したエアロスターノンステップ（L31310）が導入された。
2022年度からは白色LEDで新車が導入され、調布営業所には2台の白色LED方向幕の車両（L32217・L32218）が在籍する。
調布営業所の特徴的な車種として、深夜急行バス用のワンロマ車である三菱ふそう・エアロスターのワンステップバスが4台在籍する。ワンロマ車は深夜急行以外の時間帯には一般路線バスとして使用されている。
小型車は、コミュニティバス用の日野・ポンチョが在籍する。コミュニティバス用の小型車については、調布市ミニバス、みたかシティバスの項を参照のこと。
特定輸送用として、府中営業所と共管で明治大学付属明治高等学校・中学校のスクールバスを運行受託し、専用車両として三菱ふそうエアロスター（MP35）が在籍する。また調布営業所単独で、晃華学園中学校・高等学校（中型車）および付属「マリアの園幼稚園」（小型車）のスクールバス輸送も受託し、専用車両として三菱ふそう・エアロミディMKと三菱ふそう・ローザが在籍する。
特定車

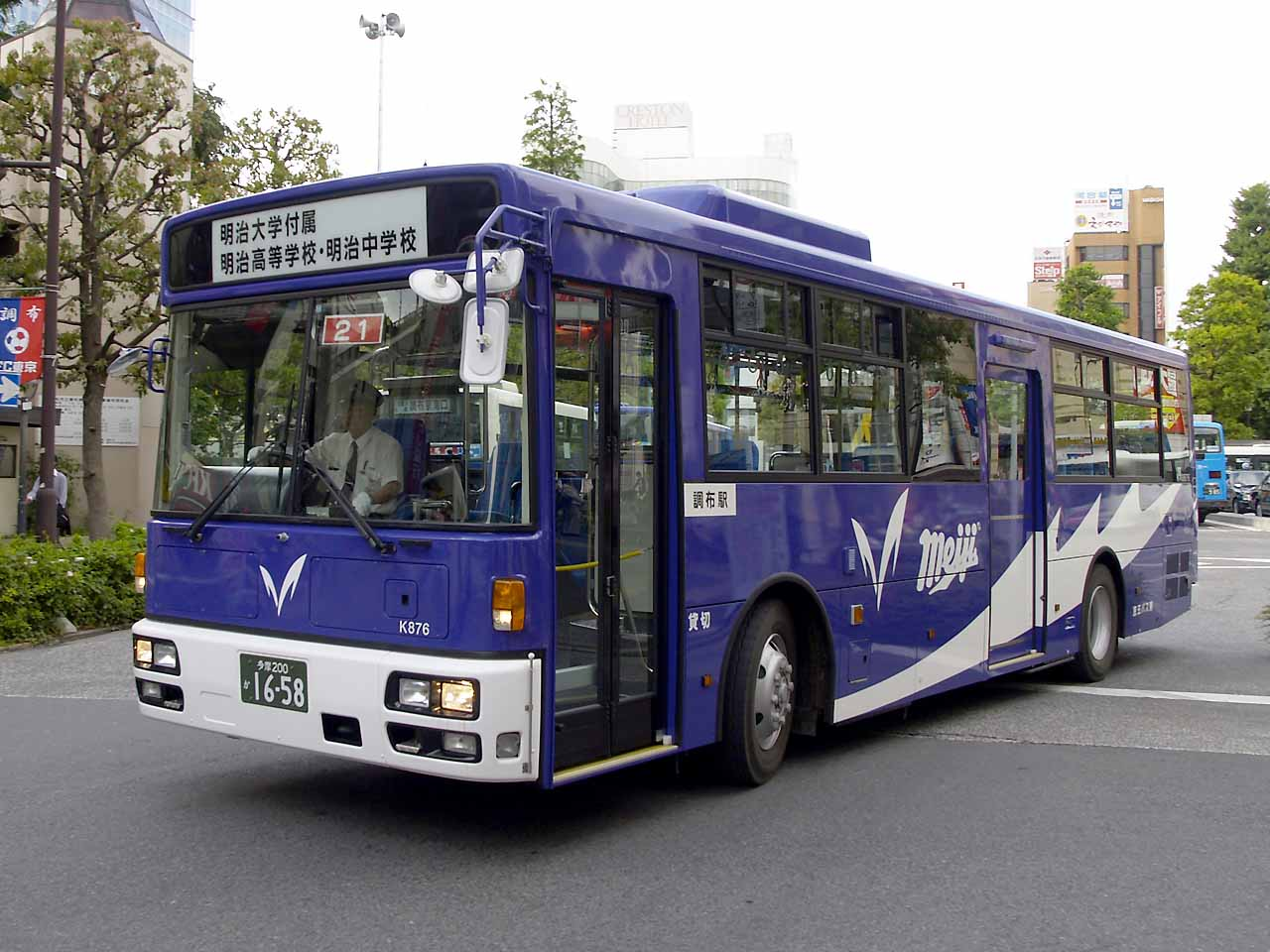
明治大学付属明治高等学校・中学校スクールバス (K40876) ※除籍済
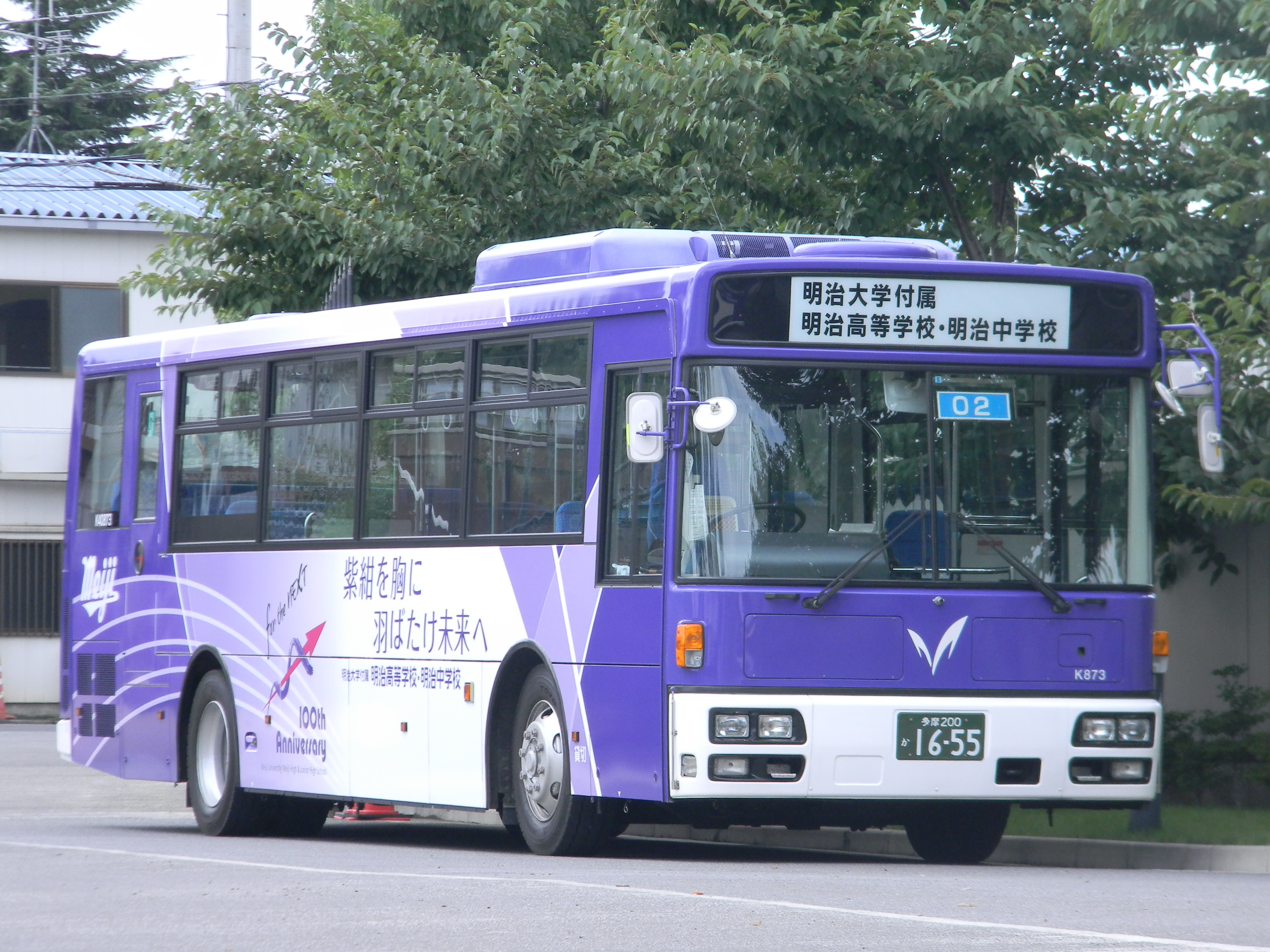
明治大学付属明治高等学校・中学校創立100周年記念ラッピングバス (K40873)※除籍済

### 過去の車両

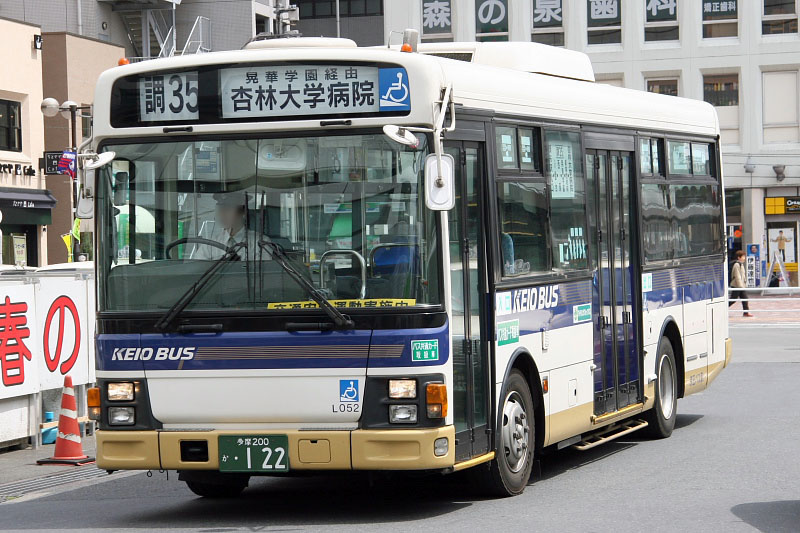
いすゞ・エルガミオ ワンステップ (L10052)
調布駅北口にて ※除籍済

京王帝都電鉄時代からいすゞ自動車を指定メーカーとしており、いすゞ車は府中営業所および、府中営業所が母体となった小金井営業所と調布営業所に集中配置されていた。府中営業所調布支所時代から、いすゞ・BU（富士重工業3E車体架装）をはじめとするいすゞ製大型車が導入されていた。
1980年代からはワンロマ車が導入され、調布営業所にも配置された。1980年に初代ワンロマとしていすゞ・CJM（K-CJM500）、1981年から1982年に2代目ワンロマとしていすゞ・CPM（K-CPM550改）、1985年から1986年に3代目ワンロマとしていすゞ・LV（P-LV218N）が、いずれも富士重工業製車体架装で導入された。車体色はそれぞれ京王帝都ワンロマカラー（黄色地に朱色線）、京王帝都2代目ワンロマカラー（アイボリー地に朱色線）、3代目は高速カラー（先代）である。
いすゞ自動車製の車両は、中型車のジャーニーK、エルガミオの除籍を最後に一旦在籍がなくなった。
ジャーニーK（KC-LR333J）は、1999年に7台（19911 - 19917）が府中営業所に新製配置された。新製配置時は京王電鉄カラーであったが、2005年頃に京王バスカラーに塗り替えられた。その後は転属を経て2010年までに7台が調布営業所に集結し、同年時点では東京都内で唯一まとまった数が残存する事業者となっていた。翌2011年には除籍が開始されたが、19913号車と19915号車の2台は府中営業所へ再転属し、東01系統（関野橋循環、現在は小金井営業所へ移管）に投入されたのち除籍され、京王電鉄バスグループからジャーニーKは全廃となった。
エルガミオ（KK-LR333J1）は、2000年に2台導入され（L10051 - L10052）、リーフサスのワンステップ車であった。この2台は除籍時点では京王電鉄バスグループ唯一のエルガミオ導入例であり、調布営業所のみに配置されていた。2012年に除籍されて全廃した。
その後、2019年にエルガ（L11901）が新製配置されたことでいすゞ車の導入が復活し、武91系統の移管に伴う車両転属により台数を増やした。
1995年以降は、京王電鉄バスグループの他の営業所と同様に日産ディーゼル車が多数導入された。路線車の低床化を図るため京王が一括導入を開始した中型長尺車のJPも他の営業所と同じく多数配置された。中型長尺車のJP系は、2022年9月末に最後まで残っていた2台（L40573・L40574）が除籍され、これにより当営業所の一般路線車から日産ディーゼル車の配置がなくなった。(同年の更新状況として、日産車の配置が無くなるのは、八王子営業所に続くものとなる。)
2012年までは小型車のRN（KC-RN210CSN）も在籍した。他の営業所と同様に1997年から大量導入が開始され（L79751 - L79768）、分社化第1号の「京王バス」としてのスタートを飾った。これらの車両は富士重工業製8Eの京王特注マスクでの導入である。1999年式のRNの最後の3台は、新宿パークタワー「リビングデザインセンターOZONE」の無料シャトルバス専用車両として西日本車体工業製車体架装で導入された（K79951 - K79953）。調布営業所に転属したうち最後の1台であるL79952の除籍前には、2012年6月23日から7月8日にかけてさよなら運転が行われた。「FINAL RUN L79952号車」と書かれた手作りのヘッドマークを装着して運行し、希望者に「さよなら運転乗車証明書」が配布された（デザインは2種類）。
日産ディーゼル・RN
さよなら運転が行われた79952号車（写真はいずれも府中営業所所属時代）。

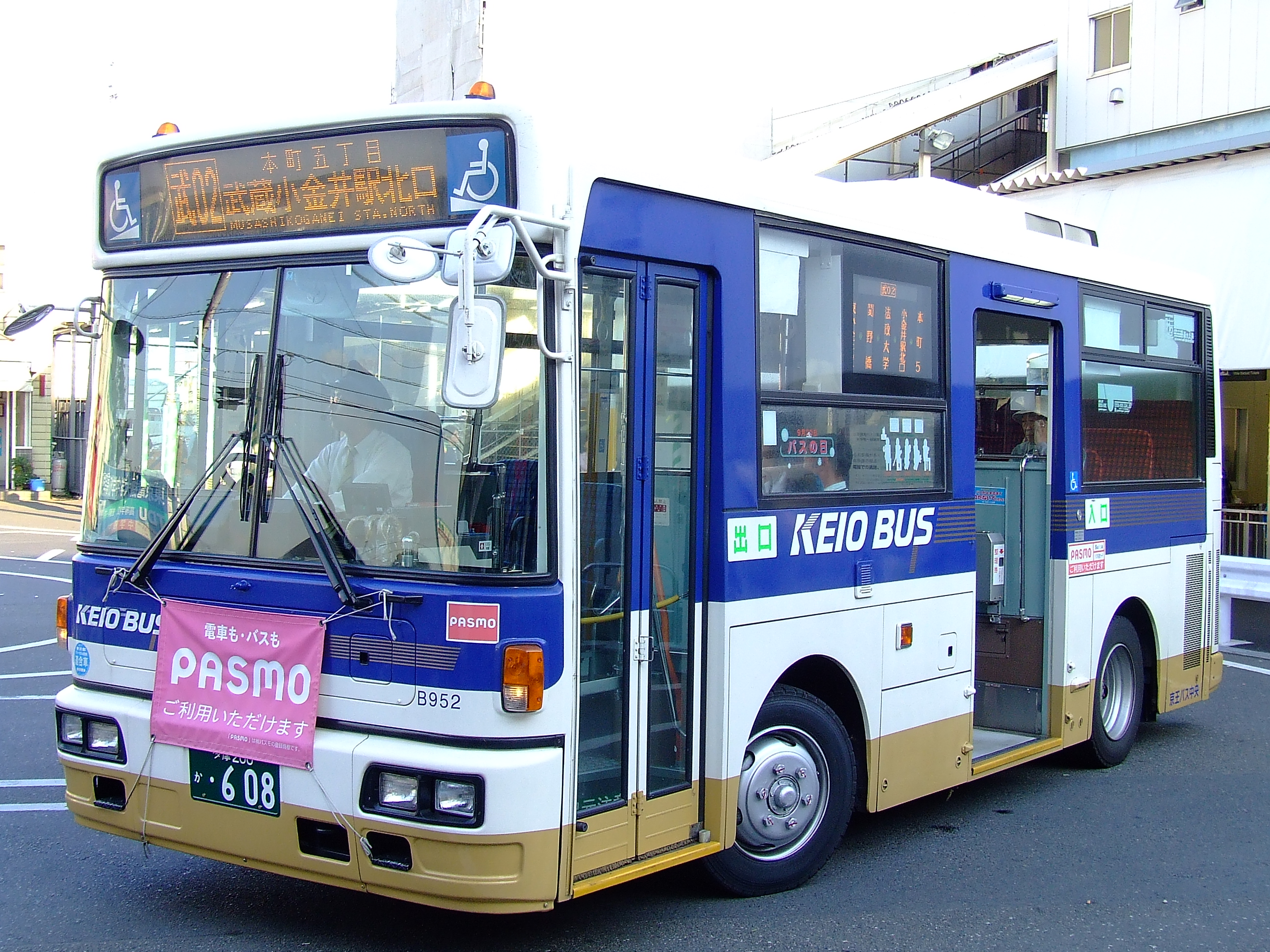
日産ディーゼル・RN (79952号車) フロント
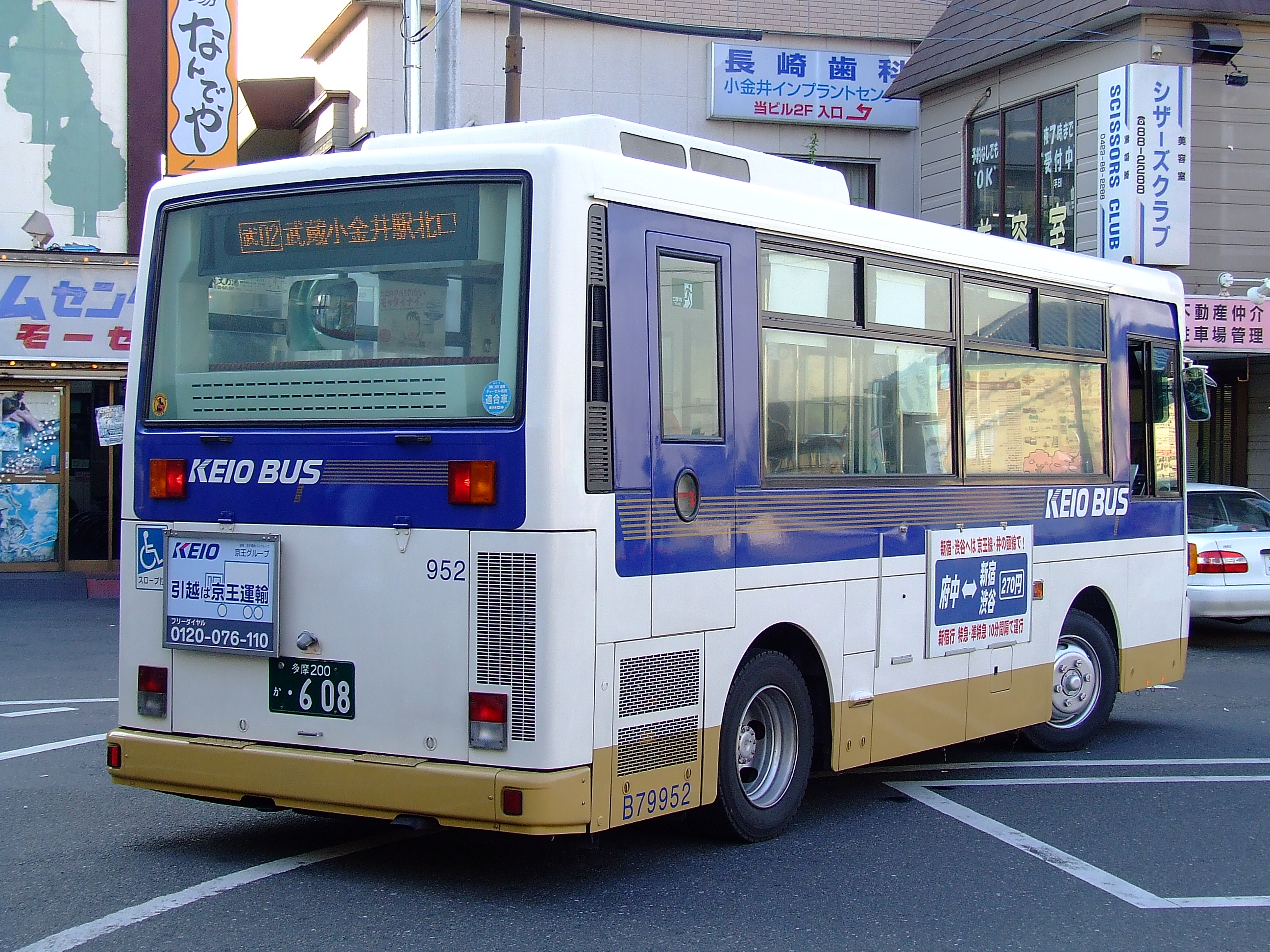
日産ディーゼル・RN (79952号車) リア

調布市ミニバスで使用されていた日野・リエッセは、2020年8月までに除籍もしくは他の営業所に転属し（L20405 → B20405のみ）、調布営業所の在籍車両は消滅した。調布市ミニバスではリエッセのCNG車も2台在籍したが（L20408、L20623）、2016年に全廃されている。
調布市ミニバス「鬼太郎バス」
『ゲゲゲの鬼太郎』ラッピングのリエッセは2020年8月までに全車除籍。

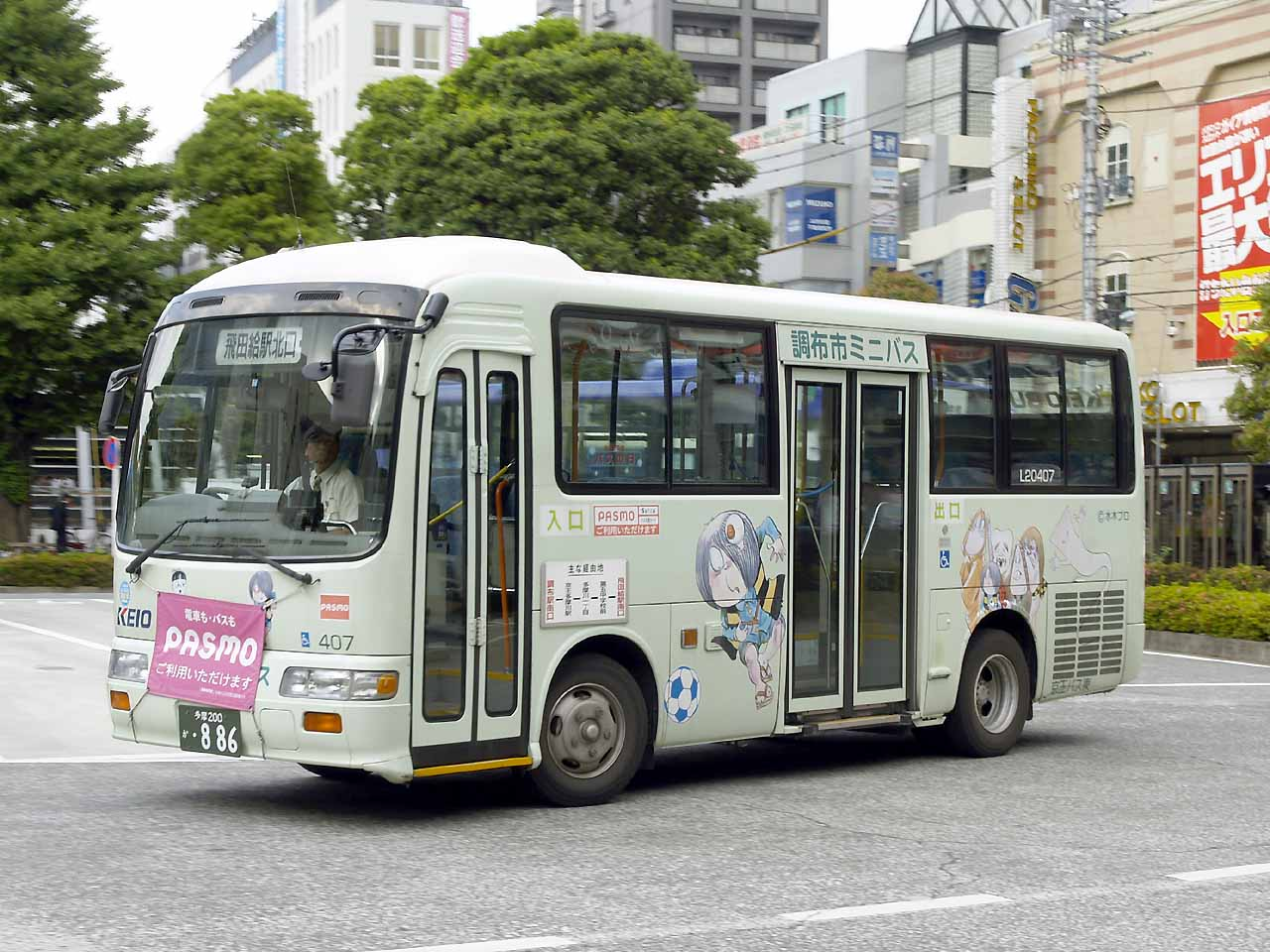
日野・リエッセ (L20407)
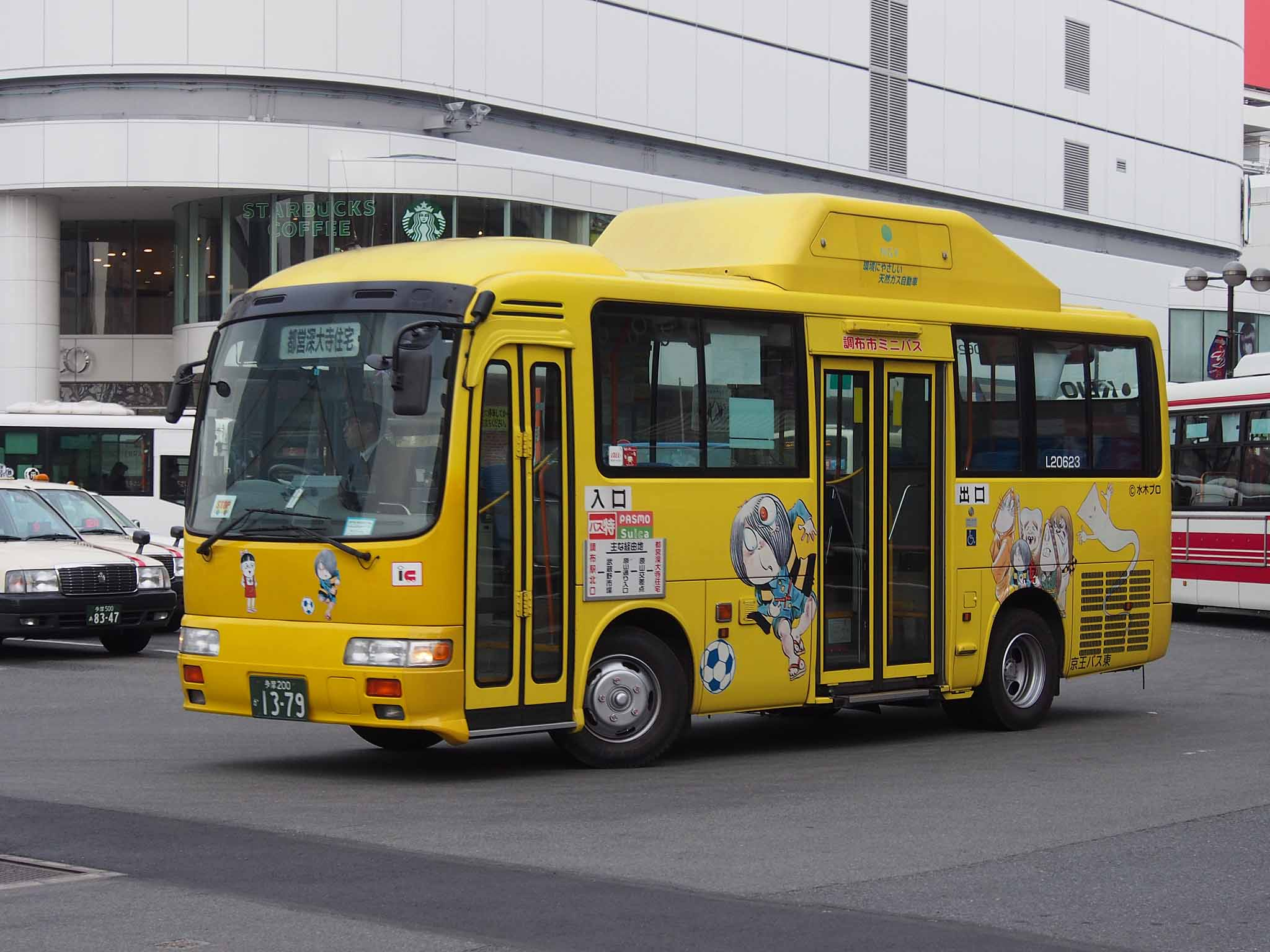
日野・リエッセCNG車 (L20623)
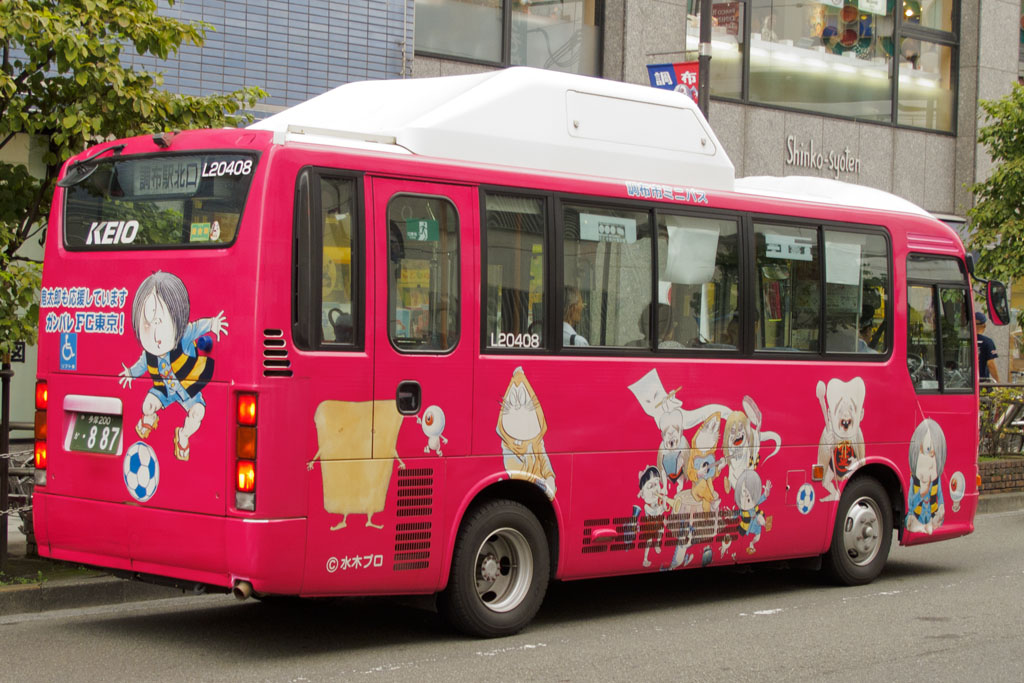
日野・リエッセCNG車 (L20408)